# Salvinia nymphellula
Salvinia nymphellula är en simbräkenväxtart som beskrevs av Nicaise Augustin Desvaux. Salvinia nymphellula ingår i släktet Salvinia och familjen Salviniaceae.
IUCN kategoriserar arten globalt som livskraftig (LC). Inga underarter finns listade.